# 宗谷岬ウインドファーム
宗谷岬ウインドファーム（そうやみさきウインドファーム）は、北海道稚内市にある集合型風力発電所。2005年（平成17年）11月竣工、同年12月運転開始。

## 概要
日本最北端となる宗谷丘陵に立地しており、57基の風力発電機のうち47基が牧草地、10基が森林地域に設置している。総出力57,000 kWの風力発電施設は日本国内最大級であり、稚内市の年間消費電力の約6割相当になる電力を発電している。発電した電力は全量を北海道電力に売電している。

## 設備
風車は三菱重工業による1,000 kW風車「MWT-1000A」。大きさはローター直径（ブレードの回転直径）は約62 m、タワー（鉄塔）高さは68 m、ブレード先端までの最大高さは約100 mになっている。風速が秒速3 m以上で発電を開始し、秒速25 m以上で自動停止する仕組みになっている。

## 参考資料
- 「宗谷岬ウインドファーム（北海道稚内市）」（PDF）『内発協ニュース』、日本内燃力発電設備協会、2011年、2017年8月5日閲覧。